# 懷特菲爾德 (緬因州)
懷特菲爾德（英語：Whitefield）是一個位於美國緬因州林肯縣的鎮。

## 人口
根據2020年美國人口普查的數據，懷特菲爾德的面積為123.05平方千米，當中陸地面積為121.26平方千米，而水域面積為1.79平方千米。當地共有人口2408人，而人口密度為每平方千米20人。